# شونوورده
شونوورده (به آلمانی: Schönewörde) یک شهر در آلمان است که در گیفهورن واقع شده‌است. شونوورده ۹۵۳ نفر جمعیت دارد.